# OK Budvanska Rivijera
Maillots
Le OK Budvanska Rivijera était un club monténégrin de volley-ball basé à Budva.

## Palmarès
- Championnat de la république fédérale de Yougoslavie (1)
  - Vainqueur : 2001
- Coupe de la république fédérale de Yougoslavie (2)
  - Vainqueur : 2001, 2002
- Championnat du Monténégro (8)
  - Vainqueur : 2009, 2010, 2011, 2012, 2013, 2014, 2015, 2016
- Coupe du Monténégro (7)
  - Vainqueur : 2010, 2011, 2012, 2013, 2014, 2015, 2016

## Joueurs et personnalités du club

### Entraîneurs
- 2007-2008 :  Joško Milenkoski
- 2008-2012 :  Vesko Vuković
- 2012-2014 :  Siniša Reljić
- 2014-2016 :  Slobodan Boškan
- 2016-2017 :  Miloš Marković